# Crédit Mobilier de Monaco
Il Crédit Mobilier de Monaco è la più vecchia banca del Principato di Monaco, essendo nata nel 1907. Attuale direttore generale è Pierpaolo Caretta. Ha un'unica sede in 15, avenue de Grande Bretagne. Il capitale sociale è di 5.355.000 euro.
La banca è controllata da Italmobiliare tramite Finter Bank Zürich.